# إلفير كولجيتش
إلفير كولجيتش مواليد 8 يوليو 1995 في بلد الوليد، هو لاعب كرة قدم بوسني. يلعب كمهاجم مع نادي لخ بوزنان. مثّل منتخب البوسنة والهرسك لكرة القدم.

## المسيرة الدولية
تلقى أول استدعاء إلى منتخب البوسنة والهرسك في كانون الثاني / يناير 2018، ليلعب في مباريات ودية ضد منتخب الولايات المتحدة ومنتخب المكسيك. حيث انتهت المباراة الأولى بالتعادل 0-0 ضد الولايات المتحدة.

## المسيرة الاحترافية

### أندية لعب لها
- نادي بوراتس بانيا لوكا
- لخ بوزنان

## روابط خارجية
- إلفير كولجيتش على موقع الاتحاد الأوربي (الإنجليزية)
- إلفير كولجيتش على موقع قاعدة بيانات كرة القدم.إي يو (الإنجليزية)
- إلفير كولجيتش على موقع ناشيونال فوتبول تيمز (الإنجليزية)
- إلفير كولجيتش على موقع Soccerway.com (الإنجليزية)